# 筑後大石駅
筑後大石駅（ちくごおおいしえき）は、福岡県うきは市浮羽町高見にある、九州旅客鉄道（JR九州）久大本線の駅。

## 歴史

### 年表
- 1931年（昭和6年）7月11日：鉄道省（国有鉄道）の駅として開業[4][2][3]。
- 1971年（昭和46年）2月20日：貨物取扱廃止[3]。
- 1984年（昭和59年）
  - 2月1日：荷物扱い廃止[3]。
  - 2月15日：駅員無配置駅となる[5]。
- 1987年（昭和62年）4月1日：国鉄分割民営化により、JR九州に継承。同時に無人化[2][3]。
- 2007年（平成19年）1月26日：旧駅舎解体。
- 2012年（平成24年）
  - 7月14日：平成24年7月九州北部豪雨の影響で休止[6]。
  - 7月16日：筑後吉井駅 - 日田駅間にて、代行バスの運行開始[7]。
  - 8月25日：列車の運行を再開[8]。
- 2017年（平成29年）
  - 7月5日：平成29年7月九州北部豪雨の影響で休止。
  - 7月18日：うきは駅 - 光岡駅間運転再開に伴い、列車運転を再開[9]。

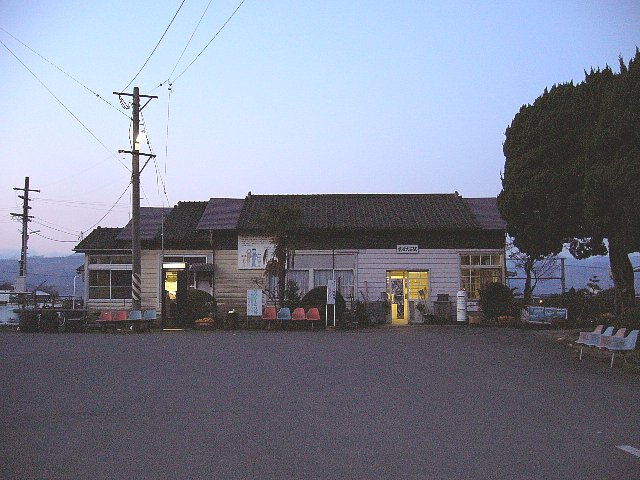
旧駅舎（2006年3月）
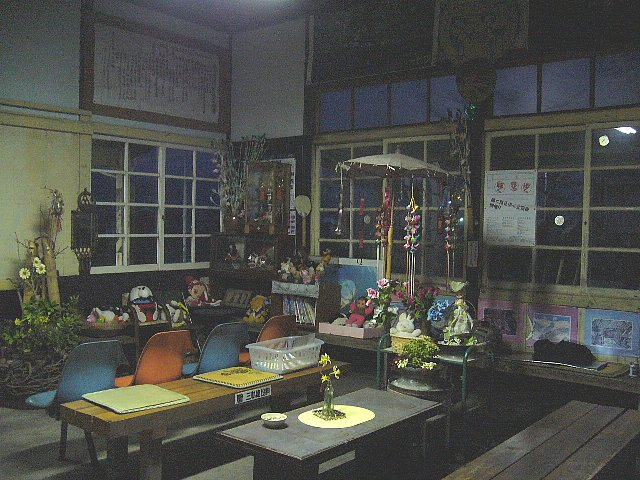
旧駅舎内部は美しく飾られていた（2006年3月）

### 駅名の由来
開業当時の駅の所在地が「浮羽郡大石村」だったことによる。これに旧国名の「筑後」が付けられた。

## 駅構造

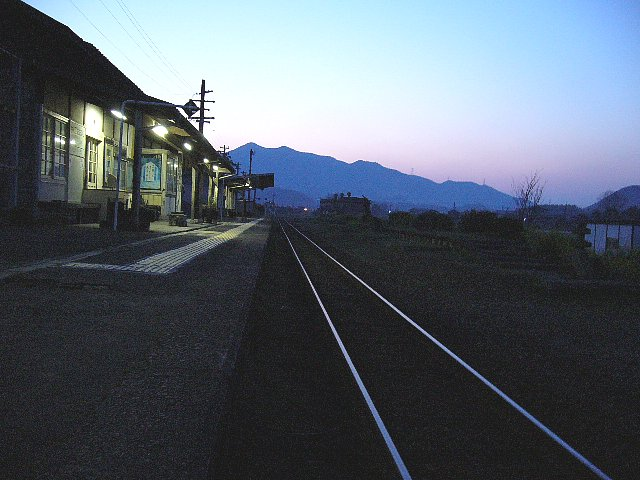
早朝の駅構内（2006年3月）

単式ホーム1面1線を有する地上駅。久留米方より側線が延び、その先には保線用機関車の車庫がある。1968年9月までは当駅折り返し列車も設定されていた。
駅の交換設備は1971年に用途廃止、設備そのものは翌1972年に撤去され、今でも2番ホームが草の中に残っている。また貨物ホームは1980年代頃に廃止され（貨物ホームとして使用したのはそれ以前と思われる）半分土に埋もれた状態になっている。
駅員は最盛期には10人近く配備され、1970年頃で4人、その後無人化となる1984年まで2人、JR移行の直前までは暫定措置で1人が配備されたが、JRになってからは不在となった。現在は駅前の古賀商店に切符販売を委託する簡易委託駅である。駅の清掃も同商店が行っており、花壇の整備は地元の老人会が行っている。
開業当初からの木造駅舎は、2007年1月26日より解体され、同時にホームのかさ上げ工事も実施された。駅舎は末期には駅入口の屋根が老朽化で撤去された状態となっていて、同時に入口の自販機も撤去されていた。またさらに以前には駅舎横に倉庫があったがこれも撤去済みで、基礎のコンクリートをうかがうことが出来るのみである。近年、改札口横の電光式の駅名標が漏電により発火し、駅名標周囲の窓や壁などが焦げたがのちに修復された。
駅舎跡地には、うきは市が鉄筋コンクリートの待合室を建設、事実上の新駅舎として機能しているが駅名の表示は一切なく、時刻表も駅舎の外に掲げられているなど、公式には駅舎ではない。

## 利用状況
2009年度の1日平均利用客数は320人である。
2016年度は、JR九州の発表によると100人以上の駅に含まれているが、上位300位には入っていないので、100人以上322人未満となる。

## 駅周辺
周囲は住宅地や田畑が多く、駅から徒歩1分の場所（うきは市浮羽町高見字川上）には、かつて筑後大石駅員用の鉄道官舎があったが、現在は上田内科胃腸科医院になっている。駅の横には大石保線区がある。
- 筑後川温泉
- 五庄屋遺跡
- 日本精工九州
- 福岡県道732号筑後大石停車場線
- うきはバス「JR筑後大石駅前」停留所 - 浮羽線

## 隣の駅
九州旅客鉄道（JR九州）
■久大本線
うきは駅 - 筑後大石駅 - 夜明駅